# پپیتا سرادور
پپیتا سرادور (اسپانیایی: Pepita Serrador‎؛ ۱۲ مه ۱۹۱۳ – ۲۴ مه ۱۹۶۴) بازیگر اهل آرژانتین بود.
از فیلم‌های او می‌توان به «پنج چهرهٔ زن» (۱۹۴۷) اشاره کرد.